# 楊兆泰
楊 兆泰（よう ちょうたい）は中華民国の政治家・教育者。閻錫山率いる山西派の一員。字は階三。

## 生涯
公立山西大学堂を卒業。1915年（民国4年）12月、中大夫の位を授与された。山西高等農林学堂教務長、河東道第一中学堂監督、山西都督府秘書長などを歴任する。1919年（民国8年）、山西省政務庁庁長となった。同年8月、山西医学伝習所（現在の山西医科大学）の初代校長となる。1922年（民国11年）、山西省財政庁庁長に任命された。
閻錫山が国民政府側に転じた後の1928年（民国17年）3月、山西省政府委員兼民政庁庁長に任命される。翌年9月、国民政府中央の内政部部長に抜擢される（ただし、1930年3月からは鈕永建が代理）。1930年（民国19年）12月、山西省に戻り、太原に寓居している。
1936年（民国25年）、死去。享年57。